# Трес (провинция Тренто)
Трес (итал. Tres) — упраздённая коммуна в Италии, расположена в автономной области Трентино-Альто-Адидже, подчиняется административному центру Тренто. Ныне является фракцией коммуны Предайя.
Население коммуны, на 31.12.2014 года, составляло 721 человек, плотность населения — 49,36 чел./км². Коммуна занимала площадь 14,61 км². 
Почтовый индекс — 38010. Телефонный код — 0463.
Покровительницей коммуны почитается святая Агнесса, празднование 21 января.

## История
Муниципалитет Трес был упразднён 1 января 2015 года, с целью создания новой коммуны Предайя. Она была создана путём объединения соседних муниципалитетов Трес, Верво, Коредо, Змарано и Тайо.

## Демография
Динамика населения:

## Администрация коммуны
Главой коммуны является мэр Джулиана Кова, с 22 сентября 2020 года.